# Quartier de la Petite Suisse
 (août 2025).
Si vous disposez d'ouvrages ou d'articles de référence ou si vous connaissez des sites web de qualité traitant du thème abordé ici, merci de compléter l'article en donnant les références utiles à sa vérifiabilité et en les liant à la section « Notes et références ».
Le quartier de la Petite Suisse (en néerlandais : Klein Zwiterslandwijk), plus récemment quartier du cimetière d'Ixelles (abrégé Cim d'Ix ou Cimdix), est un quartier  de la commune belge d'Ixelles (Région de Bruxelles-Capitale) dont l'urbanisation s'étend de 1870 à 1920. C'est le quartier des étudiants, situé à la jonction stratégique entre deux universités, une néerlandophone la VUB et une  francophone l'ULB.

## Historique
Les années 1920 et 1930 virent fleurir à Ixelles nombreux immeubles à appartements destinés à la bourgeoisie. Ce développement fut favorisé par des innovations techniques, des nécessités sociales et financières et une législation adaptée. Plusieurs exemples d’immeubles Art déco et modernistes sont situés dans ce quartier.
Il est pour sa partie occidentale, en étroite relation avec le quartier des étangs d'Ixelles dont il est le prolongement naturel. Ce quartier présente un intérêt architectural par la diversité des styles qu'on y rencontre et la modernité et l'homogénéité de certains ensembles architecturaux comme le square du Val de la Cambre conçu en 1925 par l'architecte belge Adrien Blomme, l'avenue Émile Duray et le Palais de la Folle Chanson par exemple.
Les trois pôles qui président à l'urbanisation de ce secteur d'Ixelles sont le cimetière d'Ixelles, créé en 1877, vers lequel tendront à de nouvelles voies, le boulevard Général Jacques, tracé entre 1885 et 1887, et l'ouverture des écoles communales en 1906, qui entraîne la création de la place de la Petite Suisse, centre de ce quartier.
C'est un quartier estudiantin très vivant où l'on trouve de nombreux établissements du secteur de l'Horeca (restaurants, hôtels et cafés). C'est également un quartier multiculturel et c'est d'ailleurs là que s'établissent les premiers réfugiés vietnamiens arrivés à Bruxelles, ce dont plusieurs restaurants de cuisine sud asiatique témoignent encore.